# Richard Lazarus
Richard Stanley Lazarus (New York, 1922. március 3. – Walnut Creek, Kalifornia, 2002. november 24.) amerikai pszichológus.
Főként érzelmi mechanizmusokat vizsgált, az érzelem és a kogníció kapcsolatát, később pedig stresszel és megküzdéssel foglalkozott. A legfontosabb fogalom, amelyet bevezetett, a kognitív kiértékelés. Lazarus szerint a helyzet értelmezése két értékelő folyamat eredményeképpen jön létre. A helyzet értékelése határozza meg az érzelmi élményünk intenzitását és minőségét.

## Életpályája
1942-ben diplomázott a New York-i főiskolán, majd az amerikai hadseregben szolgált a II. világháború idején, ami nagy hatással volt a későbbi munkásságára. 1947-ben a Pittsburgh-i Egyetemen doktorált, kezdetben a Johns Hopkins Egyetemen (1948–1953), majd a Clarck Egyetemen (1953–1957 között) tanított. 1957-ben csatlakozott a Berkeley Egyetem karához, és itt is maradt 1991-ig, amíg professzor emeritusz nem lett. Élete során 13 könyvet írt, ebből ötöt az 1991-es nyugdíjba vonulása után.
1945. szeptember 2-án feleségül vette Bernice Lazarust, akivel 57 évig voltak házasok. Két gyerekük született: Daniel és Nancy.

## Munkássága
Szembe ment az 1950-es években még domináns behaviorista nézőponttal. Ebben az időszakban indított el egy vizsgálati sorozatot, amelyben jellemzően mozgóképet használtak fel stressz- és érzelemkeltésre. A körülmények úgy voltak kitalálva, hogy énvédő mechanizmusok jelentkezzenek és megváltoztassák azt, ahogy a nézőre hatással volt a film mind szubjektíven, mind pszichofiziológiailag. Az 1960-as években a kognitív kiértékelés hatásait kutatta a stresszre vonatkozóan laboratóriumi körülmények között (a '70-es években terepvizsgálatok keretein belül). Ezek a vizsgálatok vezettek ahhoz, hogy a UC Berkeley Stress and Coping Projectet elindította, majd ennek keretein belül 1984-ben publikálta a Stress, Appraisal, and Copingot, amely ezen a területen az egyik legtöbbet idézet és olvasott könyv, melyet egy korábbi diákjával, Susan Folkmannal együtt írt.

## Díjak, elismerések
- 1969: Guggenheim Fellowship
- 1984: a Kaliforniai Pszichológiai Társaság elismerése
- 1988: a Johannes Gutenberg Egyetem tiszteletbeli doktorátusa (Mainz)
- 1989: az Amerikai Pszichológiai Társaság egyik legmagasabb elismerése a tudományos hozzájárulásáért
- 1995: a Haifa Egyetem (Izrael) tiszteletbeli doktorátusa